# Fabio Daprelà
Fabio Daprelà (ur. 19 lutego 1991 w Zurychu) – szwajcarski piłkarz występujący na pozycji obrońcy. Od 2017 gra w drużynie FC Zürich.

## Kariera piłkarska
Fabio Daprelà jest wychowankiem klubu Young Fellows Juventus, gdzie grał jako dziecko. Kolejny okres swojej młodości spędził jako zawodnik Grasshopperu. Od 2007 roku grał także w pierwszej drużynie i w lidze szwajcarskiej rozegrał 28 meczów.
W lipcu 2009 Daprelà został pozyskany przez West Ham, w barwach którego grał w 7 meczach Premier League.
30 sierpnia 2010 zawodnik podpisał 5-letni kontrakt z włoską Brescią. W 2013 roku przeszedł do US Palermo. Następnie był zawodnikiem takich klubów jak Carpi FC, Chievo i Bari. W 2017 trafił do FC Lugano, a w 2023 do FC Zürich.